# 엘리먼트 미스틱
엘리먼트 미스틱(Element Mystic)은 대한민국의 전 오버워치, 배틀그라운드, 리그 오브 레전드 프로게임단으로 2017년 8월 1일 오버워치 프로게임단 창단을 시작으로  2017년 8월 27일 배틀그라운드 프로게임단, 2019년 6월 19일 리그 오브 레전드 프로게임단을 창단했으며 과거에는 레인보우 식스 시즈 프로게임단을 운영하기도 했다. 그러나 2020년 12월 31일 연말에 열리는 e스포츠 대회를 끝으로 해체를 선언한다고 밝힌 후 2022년 다시 복귀할 뜻을 표명했다.

## 주요 성적

### 오버워치
- 2017 다비치배 오버워치 아마추어 대항전 준우승
- 2017 빅파일 오버워치 배틀로얄 패배 (VS X6 게이밍 0-4)
- 2017 오버워치 APEX 챌린저스 시즌 4 우승
- 2017 오버워치 월드컵 국가대표 평가전 승리 (VS 대한민국 오버워치 대표팀 3-0)
- 2017 오버워치 게임아카데미코치배 서지 리그 우승
- 2017 오버워치 넥서스컵 어널 파이널 3위
- 2018 오버워치 컨텐더스 코리아 시즌 1 8강
- 2018 오버워치 컨텐더스 코리아 시즌 2 4강
- 2018 오버워치 컨텐더스 코리아 시즌 3 준우승
- 2019 오버워치 컨텐더스 코리아 시즌 1 우승
- 2019 오버워치 컨텐더스 퍼시픽 쇼다운 우승
- 2019 오버워치 컨텐더스 코리아 시즌 2 준우승
- 2019 오버워치 컨텐더스 건틀릿 우승
- 2019 오버워치 넥스트컵 어텀 우승
- 2020 오버워치 컨텐더스 코리아 시즌 1 8강
- 2020 오버워치 컨텐더스 코리아 시즌 2 4강

### 리그 오브 레전드
- 2019 LoL KeSPA컵 울산 16강
- 리그 오브 레전드 챌린저스 코리아 스프링 2020 5위
- 리그 오브 레전드 챌린저스 코리아 서머 2020 8위

### 배틀그라운드
- 배틀그라운드 카카오 인비테이셔널 몰수패
- 핫식스 PUBG 서바이벌 시리즈 베타 7위
- PUBG 워페어 마스터즈 파일럿 4위
- 2018 PUBG 코리아 리그 상반기 23위
- KT 10기가 인터넷 PUBG 코리아 리그 2018 하반기 28위
- 2019 핫식스 PUBG 코리아 리그 페이즈 1 7위
- 2019 핫식스 PUBG 코리아 리그 페이즈 2 15위
- 2019 핫식스 PUBG 코리아 리그 페이즈 3 15위
- 인텔 배틀그라운드 스매시컵 2020 12위
- PUBG 컨티넨털 시리즈 1 아시아 11위
- PUBG 컨티넨털 시리즈 2 아시아 한국대표선발전 14위
- PUBG 컨티넨털 시리즈 3 아시아 한국대표선발전 16위

## 소속 선수

### 오버워치
| 이름   | 아이디       | 포지션  |
| ------ | ------------ | ------- |
| 신현성 | Just         | DPS     |
| 윤재희 | MN3          | DPS     |
| 채희상 | Heesang      | DPS     |
| 김민재 | Kellan       | TANK    |
| 정진영 | JungJinYoung | TANK    |
| 김준화 | Attack       | TANK    |
| 이정호 | MCD          | SUPPORT |
| 한지훈 | Jayhun       | SUPPORT |